# Рефлексиона маглина
Рефлексионе маглине су дифузне маглине које се састоје од прашине које рефлектују светлост оближњих звезда, а ређе и неких других објеката. За разлику од емисионих маглина које светле услед флуоресценције присутног водоника, рефлексионе маглине само одбијају светлост.. Због тога што се плава светлост ефикасније рефлектује, рефлексионе маглине су најчешће плаве. Међутим, постоје рефлексионе маглине које рефлектују светлост емисионих маглина које су саме по себи црвене, па је рефлектована светлост жута уместо плава. Осим тога, неке рефлексионе маглине не рефлектују светлост постојаних звезда већ краткотрајне бљескове супернових..

## Галерија
Маглине су најчешће места настанка нових звезда, па су зато често повезана са отвореним звезданим јатима.
- Плејаде (М45), отворено звездано јато са рефлексионом маглином
- , рефлексиона маглина у близини Меропе у Плејадама
- , отворено звездано јато са рефлексионом маглином
- М78, рефлексиона маглина у сазвежђу Орион